# Segunda División de Andorra 2016-17
La Segunda División de Andorra 2016-17 (oficialmente y en catalán: Segona Divisió de Andorra 2016-17), conocida desde la temporada 2015-16 como Lliga Biosphere fue la 18.ª edición de la Segunda División de Andorra. La temporada empezó el 25 de septiembre de 2016 y finalizó el 21 de mayo  de 2017.

## Equipos de la temporada 2016-17
| Equipo                  | Localidad               | 2015-16               |
| ----------------------- | ----------------------- | --------------------- |
| Penya Encarnada         | Andorra la Vieja        | Primera División (8º) |
| Atlètic Club d'Escaldes | Las Escaldas-Engordany  | 3º                    |
| Inter Club d'Escaldes   | Las Escaldas-Engordany  | 5°                    |
| FC Encamp B             | Encamp                  | 6º                    |
| CF Atlètic Amèrica      | Las Escaldas-Engordany  | 7°                    |
| FS La Massana           | La Massana              | 8º                    |
| FC Santa Coloma B       | Santa Coloma de Andorra | 9º                    |
| UE Santa Coloma B       | Santa Coloma de Andorra | 10º                   |
| FC Ranger's             | Andorra la Vieja        | 11º                   |
| FC Lusitanos B          | Andorra la Vieja        | 12º                   |

## Sistema de competición
Los seis equipos y los cuatro filiales de Segunda División se enfrentaron todos contra todos en dos ruedas. Una vez finalizada la fase regular, los seis mejores equipos participaron de la Ronda por el campeonato excepto los filiales.
En esta segunda y última etapa, cada equipo enfrentó a sus respectivos rivales de ronda en una oportunidad, comenzando su participación con la misma cantidad de puntos con la que finalizaron la fase regular. Aquel equipo que al cierre de esta ronda  sumó mayor puntuación se consagró campeón y ascendió a la Primera División, el subcampeón jugó una promoción a doble partido contra el penúltimo de Primera División para mantener su lugar en la liga o ascender.

## Fase regular
| Pos. | Equipo                  | Pts. | PJ | G  | E | P  | GF | GC | Dif. | zona de clasificación            |
| ---- | ----------------------- | ---- | -- | -- | - | -- | -- | -- | ---- | -------------------------------- |
| 1    | Inter Club d'Escaldes   | 43   | 18 | 14 | 1 | 3  | 54 | 12 | +42  | Clasificado a los play-off round |
| 2    | Penya Encarnada         | 42   | 18 | 13 | 3 | 2  | 66 | 24 | +42  | Clasificado a los play-off round |
| 3    | CF Atlètic Amèrica      | 37   | 18 | 11 | 4 | 3  | 43 | 22 | +21  | Clasificado a los play-off round |
| 4    | FC Encamp B             | 32   | 18 | 10 | 2 | 6  | 43 | 35 | +8   |                                  |
| 5    | Atlètic Club d'Escaldes | 27   | 18 | 8  | 3 | 7  | 55 | 31 | +24  | Clasificado a los play-off round |
| 6    | FC Santa Coloma B       | 23   | 18 | 7  | 2 | 9  | 28 | 39 | −11  |                                  |
| 7    | FS La Massana           | 21   | 18 | 6  | 3 | 9  | 41 | 43 | −2   | Clasificado a los play-off round |
| 8    | UE Santa Coloma B       | 19   | 18 | 6  | 1 | 11 | 28 | 47 | −19  |                                  |
| 9    | FC Rànger's             | 10   | 18 | 3  | 1 | 14 | 17 | 57 | −40  | Clasificado a los play-off round |
| 10   | FC Lusitanos B          | 6    | 18 | 2  | 0 | 16 | 21 | 86 | −65  |                                  |

 Fuente: FAF soccerway.com

## Play-offs
| Pos. | Equipo                    | Pts. | PJ | G  | E | P  | GF | GC  | Dif. | clasificado a la promoción             |
| ---- | ------------------------- | ---- | -- | -- | - | -- | -- | --- | ---- | -------------------------------------- |
| 1    | Inter Club d'Escaldes (C) | 56   | 23 | 18 | 2 | 3  | 82 | 16  | +66  | Clasificado a Primera División 2017-18 |
| 2    | Penya Encarnada           | 55   | 23 | 17 | 4 | 2  | 89 | 27  | +62  | Clasificado al play-off de promoción   |
| 3    | CF Atlètic Amèrica        | 43   | 23 | 13 | 4 | 6  | 57 | 42  | +15  |                                        |
| 4    | Atlètic Club d'Escaldes   | 36   | 23 | 11 | 3 | 9  | 81 | 41  | +40  |                                        |
| 5    | FS La Massana             | 24   | 23 | 7  | 3 | 13 | 49 | 69  | −20  |                                        |
| 6    | FC Rànger's               | 10   | 23 | 3  | 1 | 19 | 22 | 100 | −78  |                                        |

 Fuente: 

## Play-off de promoción
El tercer equipo ubicado en la clasificación final de la Ronda por la permanencia de la Primera División disputó una serie a doble partido, uno como visitante y otro como local, ante el subcampeón de la Segunda División. El ganador de la eliminatoria participó de la siguiente temporada de la Primera Divisió. 
| Penya Encarnada | 0-2 | Ordino          | Centre d'Entrenament de la FAF 2 | 28 de mayo | 11:00 |
| Ordino | 1-5 | Penya Encarnada | Centre d'Entrenament de la FAF 1 | 4 de junio | 11:00 |
| Penya Encarnada ascendió a Primera Divisio tras ganar la serie por un global de 5-3. Ordino descendió a Segona Divisió. |     |                 |                                  |            |       |